# Lubao (ort)
Lubao är en ort i Kongo-Kinshasa, huvudort i territoriet med samma namn. Den ligger i provinsen Lomami, i den centrala delen av landet, 1 200 km öster om huvudstaden Kinshasa.